# اکسلسیور، شهرستان آپشور، ویرجینیای غربی
اکسلسیور (به انگلیسی: Excelsior) یک منطقهٔ مسکونی در ایالات متحده آمریکا است که در شهرستان آپشور، ویرجینیای غربی واقع شده‌است.